# Oglasa prionosticha
Oglasa prionosticha är en fjärilsart som beskrevs av Turner 1944. Oglasa prionosticha ingår i släktet Oglasa och familjen nattflyn. Inga underarter finns listade i Catalogue of Life.